# Gaillard de Preyssac
Gaillard de Preyssac est un prélat catholique français né vers 1276 et mort en 1327.

## Biographie
Gaillard de Preyssac est le fils d'Arnaud-Bernard de Preissac, seigneur de La Trau, de Bajonette et de Séran, sénéchal de Lomagne, et de Gaillarde de Goth. Il est le neveu du pape Clément V et du cardinal Bérard de Got.
Prieur de Saint-Caprais d'Agen et chapelain du pape, il devient évêque de Toulouse en 1305. Il est contraint de démissionner en 1317, pour complicité dans un complot contre le pape Jean XXII.[réf. nécessaire]

## Sources
- Dominique Barbier, Les Preissac, 2020
- Étienne-Léon de Lamothe-Langon, Jean Théodore Laurent-Gousse, Alexandre Du Mège, Biographie toulousaine, 1823